# La-Grange-Nunatakker
Die La-Grange-Nunatakker sind eine Gruppe verstreuter Nunatakker im ostantarktischen Coatsland. Sie verteilen sich ausgehend von der Mündung des Gordon-Gletschers über 35 km an der Nordseite der Shackleton Range. Zu ihnen gehören Mount Beney, der Butterfly Knoll, The Dragons Back, Mount Etchells, die Mathys Bank, die Morris Hills, die True Hills und die Wiggans Hills.
Vermessen wurden sie 1957 von Teilnehmern der Commonwealth Trans-Antarctic Expedition (1955–1958) unter der Leitung des britischen Polarforschers Vivian Fuchs. Luftaufnahmen fertigte die United States Navy im Jahr 1967 an. Das UK Antarctic Place-Names Committee benannte sie 1972 nach dem südafrikanischen Meteorologen Johannes Jacobus La Grange (1927–1999), einem Teilnehmer an oben genannter Expedition.